# Katarzyna Suchodolska
Katarzyna Suchodolska (ur. 24 grudnia 1920 w Kostopolu, zm. 4 lipca 1988 w Szczecinie) – polska poetka, prozaik, autorka utworów dla młodzieży oraz tłumaczka literatury białoruskiej, rosyjskiej i ukraińskiej.
Ukończyła gimnazjum ogólnokształcące. W latach 1939–1941 była nauczycielką. Od 1950 roku mieszkała w Szczecinie. W 1951 roku debiutowała jako poetka na łamach prasy. W latach 1956–1957, publikowała w tygodniku "Ziemia i Morze".

## Twórczość
- Jezioro czterech łabędzi
- Spotkanie w Wolkenbergu
- Ciche trawy
- Pięć po dwunastej
- Jedenaście bajek o kwiatach
- Echo nad bindugą